# Faustino Sainz
Faustino Sainz Muñoz (Almadén, Ciudad Real, 5 de junio de 1937-Madrid,31 de octubre de 2012) fue un arzobispo y diplomático español. En Madrid, fue ordenado sacerdote el 19 de diciembre de 1964. Entró en el servicio diplomático de la Santa Sede en 1970. En 1988 fue consagrado arzobispo y nombrado Pro-Nuncio en Cuba donde permaneció cuatro años, para pasar a ser en 1992 Nuncio en la República Democrática del Congo; de allí pasó a ser Nuncio ante las Comunidades Europeas y, luego, en Londres, hasta su retiro por razones de salud.

## Puestos como diplomático
Trabajó en las representaciones pontificias en el Senegal y Escandinavia, pasando luego al Consejo de Asuntos de los Estados de la Secretaría de Estado de la Santa Sede. Como diplomático en Finlandia, formó parte de la Delegación de la Santa Sede en los preparativos de la Conferencia de Seguridad y Cooperación en Europa, en 1975. La Delegación consiguió que en los Acuerdos de Helsinki se incluyera la libertad religiosa. Al retornar a Roma en ese mismo año, se encargó de mantener los contactos con Polonia, Hungría y, más adelante, la Unión Soviética y Yugoslavia.
En 1978 viajó a América, acompañando al Cardenal Antonio Samoré en su mediación entre Chile y Argentina por el conflicto del Canal de Beagle. En junio de 1979 acompañó al Papa Juan Pablo II en su importante viaje a Polonia.

## Nuncio en Cuba y el Zaire
Fue nombrado Pro-Nuncio en Cuba el 29 de octubre de 1988, así como arzobispo titular de Novaliciana. Fue consagrado arzobispo el 18 de diciembre de ese mismo año, por el Cardenal Agostino Casaroli, con el Cardenal Ángel Suquía Goicoechea y el arzobispo Maximino Romero de Lema como co-consagradores. En el puesto en Cuba, mantuvo diversas discusiones con Fidel Castro sobre la cooperación episcopal para consolidar la posición de la Iglesia católica en Cuba y para mejorar el bienestar del pueblo cubano. El 7 de octubre de 1992 fue nombrado nuncio en Zaire, hoy República Democrática del Congo.

## Nuncio ante las Comunidades Europeas
El 21 de enero de 1999 recibió el nombramiento de Nuncio ante la Comunidad Europea, con sede en Bruselas. Fue el primer Nuncio nombrado exclusivamente con esa responsabilidad (sus antecesores eran, simultáneamente, Nuncios en Bélgica). Durante el tiempo en que permaneció al frente de la Nunciatura se desarrollaron los trabajos de la Convención Europea para la elaboración de la Constitución Europea. La Nunciatura, junto con la COMECE trabajó incansablemente para conseguir que en el Preámbulo del Tratado se mencionaran las raíces cristianas de Europa, tal como postuló en repetidas ocasiones el Papa Juan Pablo II. No se consiguió este propósito, ante la oposición de algunos gobiernos y la falta de apoyo de otros muchos. Sin embargo, el proyecto de Constitución menciona en su artículo 51 -por primera vez en un documento oficial- el diálogo con las iglesias y la aportación de éstas a la construcción europea. También en este punto intervino la Nunciatura en las negociaciones.

## Nuncio ante el Reino Unido
El 11 de diciembre de 2004, tras cinco años en Bruselas, fue nombrado Nuncio ante el Reino Unido, estando así al frente de una de las más relevantes nunciaturas. En Bruselas fue sustituido por el arzobispo francés André Pierre Louis Dupuy. El 18 de diciembre de 2010 le sustituyó Antonio Mennini como Nuncio en Reino Unido por motivos de salud.